# РГО (граната)
РГО (рос. Ручная Граната Оборонительная, ручна граната оборонна) — ручна протипіхотна оборонна ударно-дистанційна граната. Індекс ГРАУ - 7Г22.
Граната призначена для ураження живої сили в оборонному бою. До цілі граната дістається тільки за рахунок кидка рукою солдата. Радіус ураження осколками гранати — 50 м, радіус можливого ураження — 100 м. За ТТХ в цілому аналогічна гранаті Ф-1, але відрізняється від неї застосуванням комбінованого ударно-дистанційного підривника.
Вибух гранати відбувається при її зіткненні з твердою поверхнею. Підривник гранати всюдибійний, тобто такий, що спрацьовує незалежно від нахилу поверхні або положення гранати. Підривник стає на бойовий взвод через 1,3-1,8 секунди з моменту відпускання запобіжного важеля (кидка гранати), що виключає можливість її миттєвого вибуху при випадковій зустрічі з перешкодою на невеликій відстані від гранатометника. Якщо вибух гранати не відбувся від детонатора ударної дії, то через 3,2-4,2 секунди з моменту відпускання запобіжного важеля відбувається самоліквідація гранати підривом. У цьому дія гранати повністю аналогічна дії гранат Ф-1, РГ-42, РГД-5.
Бойова граната фарбується в оливково-сірий колір. Навчально-імітаційна граната фарбується в чорний колір.

### Тактико-технічні характеристики
Граната має наступні тактико-технічні характеристики:
- тип гранати — ручна протипіхотна осколкова оборонна ударно-дистанційна;
- час самоліквідації — 3,2-4,2 с;
- час далекого зведення — 1,3-1,8 с;
- радіус ураження осколками — 50 м;
- радіус можливого ураження — 100 м;
- спосіб доставки до цілі — тільки ручної кидок[1].